# Richard Haase
Richard Haase (* 8. Juli 1921 in Rausenbruck, Tschechoslowakei; † 11. Januar 2013 in Leonberg) war ein deutscher Jurist, der sich besonders mit der Erforschung des hethitischen Rechts beschäftigt hat, zudem war er Amtsgerichtsdirektor in Leonberg.

## Leben
Der aus Südmähren stammende Richard Haase studierte Jura in Wien und Heidelberg. Nachdem er das Richteramt übernommen hatte, beschäftigte er sich besonders mit dem Keilschriftrecht aus hethitischen Quellen, worüber er 1961 in Tübingen zum Dr. jur. promovierte. Dort übernahm er in der Folgezeit dann Lehraufträge und wurde Honorarprofessor. Eine weitere Honorarprofessur für Rechtswissenschaft bekleidete er an der Universität Hohenheim und an der Württembergischen Verwaltungs- und Wirtschaftsakademie in Stuttgart. Nach Eintritt in den Ruhestand folgte 1993 eine weitere Promotion zum Dr. phil. an der Universität Stuttgart. Die Sudetendeutsche Akademie der Wissenschaften und Künste berief ihn 1995 zum ordentlichen Mitglied der Geisteswissenschaftlichen Klasse. 2008 wurde ihm der Titel Dr. theol. an der Universität München ehrenhalber verliehen.

## Veröffentlichungen (Auswahl)
- Einführung in das Studium keilschriftlicher Rechtsquellen. Harrassowitz, Wiesbaden 1965.
- mit Rolf Keller: Grundlagen und Grundformen des Rechts. Eine Einführung. Kohlhammer, Stuttgart 1971. 10., überarbeitete Auflage 1995. ISBN 3-17-004973-9.
- Die keilschriftlichen Rechtssammlungen in deutscher Fassung. Harrassowitz, Wiesbaden 1979. ISBN 3-447-02034-2.
- Untersuchungen zur Verwaltung des spätrömischen Reiches unter Kaiser Justinian I. (527 bis 565). Dr. Ludwig Reichert Verlag, Wiesbaden 1994, ISBN 3-88226-758-5.

## Ehrungen
- 1987 Schlesierschild der Landsmannschaft Schlesien